# Barthélemy Adoukonou
Barthélemy Adoukonou (* 24. August  1942 in Abomey) ist ein beninischer römisch-katholischer Geistlicher und emeritierter Kurienbischof.

## Leben
Der Kardinalpräfekt der Kongregation für die Evangelisierung der Völker, Grégoire-Pierre Agagianian, spendete Adoukonou am 16. Dezember 1966 die Priesterweihe für das Bistum Abomey. An der Universität Regensburg promovierte er 1977 bei Joseph Ratzinger mit einer Arbeit zur christlichen Hermeneutik des Voodoo-Kults in Benin. Er widmete sich insbesondere der Geschichte und der Entwicklung einer afrikanischen Theologie.
Papst Benedikt XVI. ernannte ihn am 3. Dezember 2009 zum Sekretär des Päpstlichen Rates für die Kultur und am 10. September 2011 zum Titularbischof von Zama Minor. Die Bischofsweihe spendete ihm Kardinalstaatssekretär Tarcisio Bertone SDB, am 8. Oktober desselben Jahres; Mitkonsekratoren waren Gianfranco Ravasi, Präsident des Päpstlichen Rates für die Kultur der Päpstlichen Kommissionen für die Kulturgüter der Kirche und für Sakrale Archäologie, und Giuseppe Bertello, Gouverneur der Vatikanstadt und Präsident der Päpstlichen Kommission für den Staat Vatikanstadt.
Der Papst ernannte ihn am 29. Dezember 2011 zum Mitglied des Päpstlichen Rates für die sozialen Kommunikationsmittel. Mit Erreichen der Altersgrenze von 75 Jahren nahm Papst Franziskus am 24. August 2017 seinen Rücktritt an. Im Herbst 2017 wurde er Leiter einer Forschungsstelle für Anthropologie in Benin.

## Schriften
- Jalons pour une théologie africaine: Essai d'une hérmeneutique chrétienne du Vodun dahoméen. Lethielleux, Paris 1977, ISBN 2-249-61110-6 (zugleich Dissertation an der Universität Regensburg 1977)
- mit Y. K. Bamunoba: La mort dans la vie africaine. Présence africaine, Paris 1979, ISBN 2-7087-0364-1.